# Tlanalapa (municipi)
Tlanalapa és un municipi de l'estat d'Hidalgo. Tlanalapa és el cap de municipi i principal centre de població d'aquesta municipalitat. Aquest municipi és a la part sud-occidental de l'estat d'Hidalgo. Limita al nord amb els municipis de Cempoala i Francisco I Madero, al sud amb el municipi de Apan, a l'est amb Estat de Mèxic, l'oest i a l'est amb Tepeapulco.